# انسرویل
انسرویل (به فرانسوی: Ancerviller) یک کامین در فرانسه است که در Canton of Blâmont واقع شده‌است.

## خصوصیات
انسرویل ۱۲٫۳۴ کیلومترمربع مساحت و ۲۵۲ نفر جمعیت دارد و ۳۱۰ متر بالاتر از سطح دریا واقع شده‌است.